# 알베르토 후니오르 로드리게스
알베르토 후니오르 로드리게스 발델로마르(스페인어: Alberto Junior Rodríguez Valdelomar, 1984년 3월 31일 ~ )는 페루의 전 축구 선수로, 현역 시절 포지션은 센터백이었다.